# Mancy (Moselle)
Pour l’article homonyme, voir Mancy.
Mancy est un hameau et une ancienne commune de Moselle rattaché à Bettelainville.

## Toponymie
Menchen en allemand et en francique lorrain.

Mancey (962), Menschingen et Menschen (1556), Machien et Manchien (1556), Mansuy (1680), Mancy (1793).

## Histoire
Village dépendant de la seigneurie de Luttange en 1681. Était annexe de la paroisse de Bettelainville.

Fit partie du canton de Luttange de 1790 jusqu'en 1801 et passa ensuite dans celui de Metzervisse.

Réuni à Bettelainville par décret du 9 décembre 1811.

## Démographie
| 1793 | 1800 | 1806 | 1900 |
| ---- | ---- | ---- | ---- |
| 98   | 101  | 112  | 77   |